# Tatami
Tatami (jap. 畳) – tradycyjna mata japońska, używana do pokrywania podłogi. 

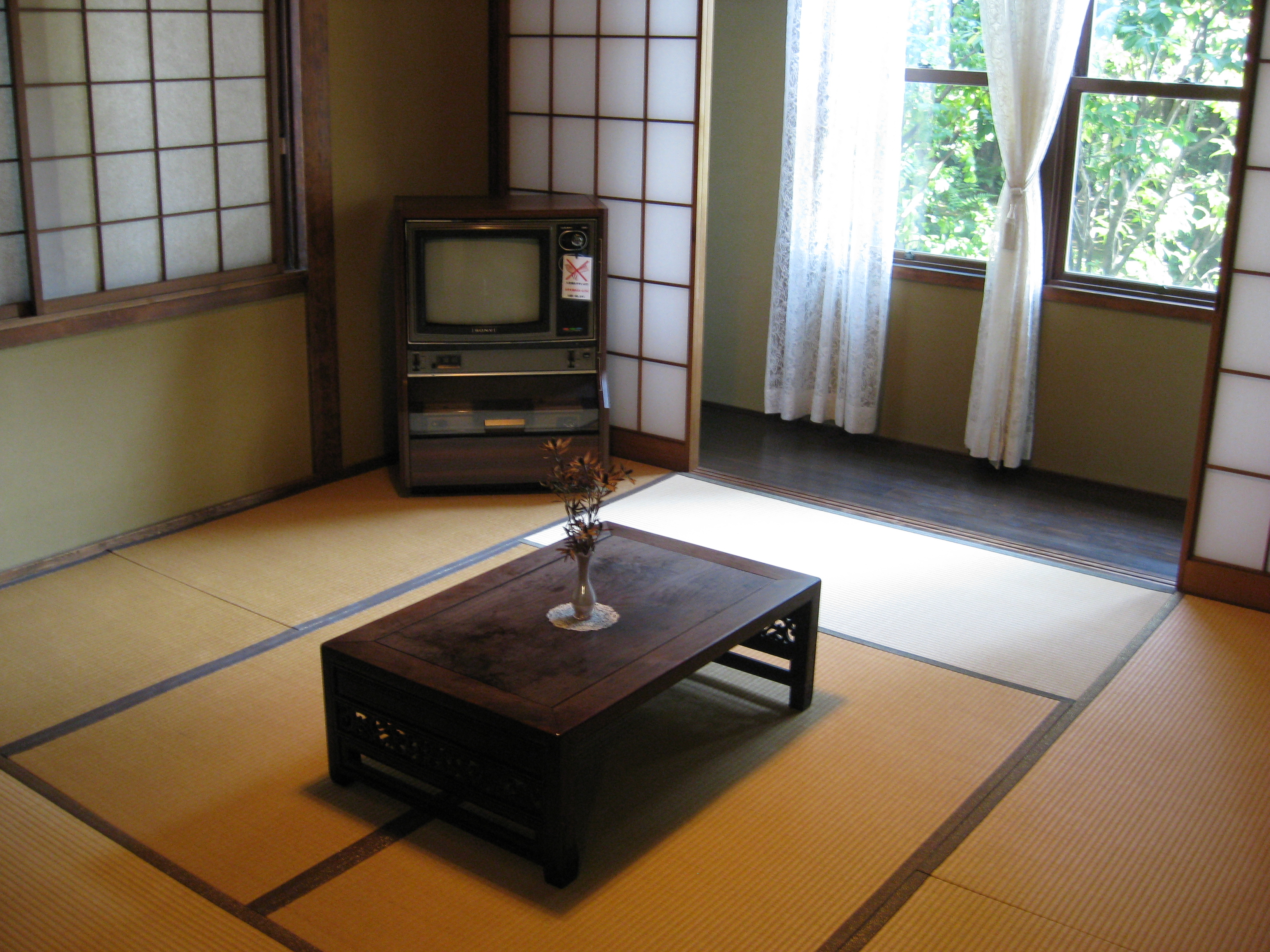
Japoński pokój wyłożony tatami

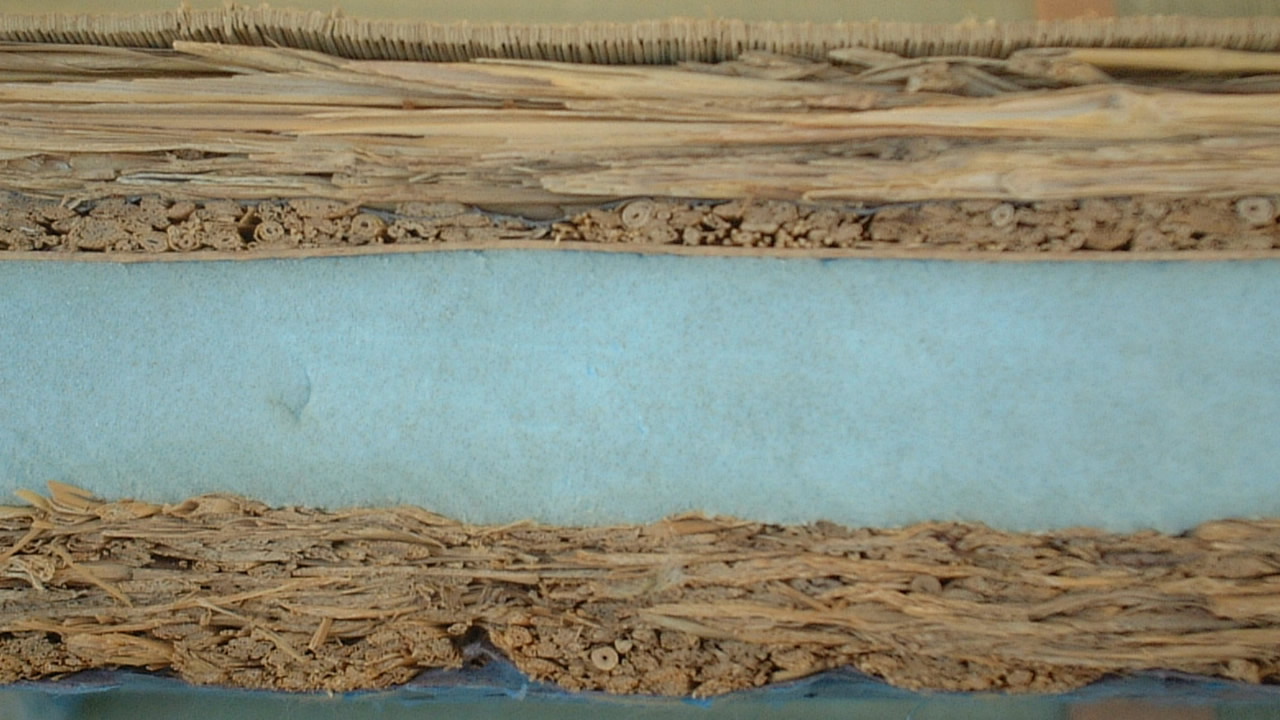
Tatami w przekroju

Część zasadnicza, wewnętrzna (tatami-toko) jest wykonana ze słomy ryżowej, a warstwa wierzchnia (tatami-omote) z podwójnej warstwy plecionej słomy trawy igusa (sit rozpierzchły, Juncus effusus L., ang. igusa rush grass). Brzegi obszywane są pasem barwnej tkaniny (tatami-heri). Tatami mają standardowe wymiary 90 × 180 cm i jednocześnie służą jako jednostka miary powierzchni wnętrz. Spotyka się również pół-tatami o wymiarach 90 × 90 cm. 
Ponieważ wymiary tatami były ustalone, pokoje w dawnej Japonii miały wymiary będące wielokrotnościami 90 cm, a wielkość pomieszczenia określała liczba mogących się w nim pomieścić tatami: typowy sklep miał powierzchnię 5 tatami, pokój lub domek przeznaczony do ceremonii picia herbaty miał powierzchnię 4 i pół tatami. Większość domów we współczesnej Japonii nadal ma przynajmniej jeden pokój wyłożony tatami (washitsu).
Obecnie tatami coraz częściej wykonuje się z dodatkami tworzyw sztucznych. Całkowicie sztuczne tatami używane są podczas treningów sztuk walki dla ochrony ćwiczących przed skutkami upadków.
Współczesne tatami używane jako podłoże w salach treningowych sztuk walki: judo, aikido, ju-jitsu, czasami także karate, taekwondo i inne, mają wymiary 2 m × 1 m × 4 cm, rzadziej 1 m × 1 m × 4 cm. Wykonane są z pianki poliuretanowej pokrytej winylem o strukturze „słomy ryżowej”. Kolory: oliwkowy, czerwony, niebieski, żółty. Gęstość pianki PU (od której zależy twardość) waha się zazwyczaj między 180-260 kg/m³. Materace bardziej miękkie przeznaczone są dla początkujących zawodników. Materac podklejany jest specjalną gumą antypoślizgową o strukturze wafla, uniemożliwiającą poruszanie się maty po podłożu. 
Na tatami nie można wchodzić w butach ani pantoflach. Pozostawia się je w przeznaczonych do tego miejscach.